# Oppien de Corycos
Pour les articles homonymes, voir Oppien.
Oppien, dit Oppien de Cilicie ou Oppien de Corycos ou Oppien d'Anazarbe, est un auteur de langue grecque né en Cilicie, à Corycos/Anazarbe (aujourd'hui Korghos), qui vivait au IIe siècle. Il est principalement connu en tant qu'auteur d'un poème scientifique consacré à la pêche, les Halieutiques (Halieutika).

## Biographie
On connaît très peu de choses de sa vie, si ce n'est qu'il vécut durant la fin du règne de Marc Aurèle. Les Vies byzantines relatent qu'il aurait grandi à Malte, où son père aurait été exilé. De retour à Rome, il serait devenu célèbre grâce à son œuvre poétique. Il serait mort jeune, à trente ans, d'une épidémie de peste.
Il ne faut pas le confondre avec Oppien de Syrie, ou le pseudo-Oppien, qui vécut au IIIe siècle vers Antioche et qui est l'auteur d'un poème sur la chasse, les Cynégétiques.

## Œuvres

### Les Halieutiques
Les Halieutiques (Halieutika) comptent 3 506 vers répartis en deux chants décrivant les poissons et trois chants traitant de l'art de la pêche. Le poète y décrit 16 mollusques, 7 crustacés, 2 vers, 2 échinodermes, 1 porifère ainsi que 122 poissons, 5 mammifères et 1 reptile. Remontant in fine aux traités biologiques d'Aristote, le savoir ichtyologique déroulé dans Halieutiques dépend aussi de manuels hellénistiques perdus pour nous ainsi que de l'Épitomé d'Aristophane de Byzance.
Certaines de ses descriptions ne sont pas toujours très scientifiques. Ainsi le remora (Remora remora) était réputé capable de stopper un bateau lancé toutes voiles dehors. D'autres sont plus précises comme celle d'un crustacé dépourvu de test et dérobant des coquilles, sans doute le bernard-l'hermite. Les comportements sont parfois remarquablement justes comme la technique de pêche de la lamproie qui se sert de petits filaments mobiles placés près de la bouche et qui, imitant des vers, attirent certains poissons. Oppien est très élogieux sur le dauphin dont il vante à plusieurs reprises la beauté et la vitesse. Il en fait le roi des « poissons ».
La description des nombreuses techniques de pêche montre la grande finesse des observations faites par les pêcheurs et le haut degré de sophistication des méthodes employées.

### Œuvres attribuées à Oppien par erreur
En dépit de ce qu'indiquent les titres des manuscrits byzantins, Oppien n'est pas l'auteur du poème perdu traitant de la chasse à la glu des oiseaux, les Ixeutiques (Ixeutika), qui sont dus à un poète nommé Denys.